# Sassy
Sassy – miejscowość i gmina we Francji, w regionie Normandia, w departamencie Calvados.
Według danych na rok 1990 gminę zamieszkiwały 194 osoby, a gęstość zaludnienia wynosiła 20 osób/km² (wśród 1815 gmin Dolnej Normandii Sassy plasuje się na 692. miejscu pod względem liczby ludności, natomiast pod względem powierzchni na miejscu 528.).